# Nanna (nordisk mytologi)
För andra betydelser, se Nanna.

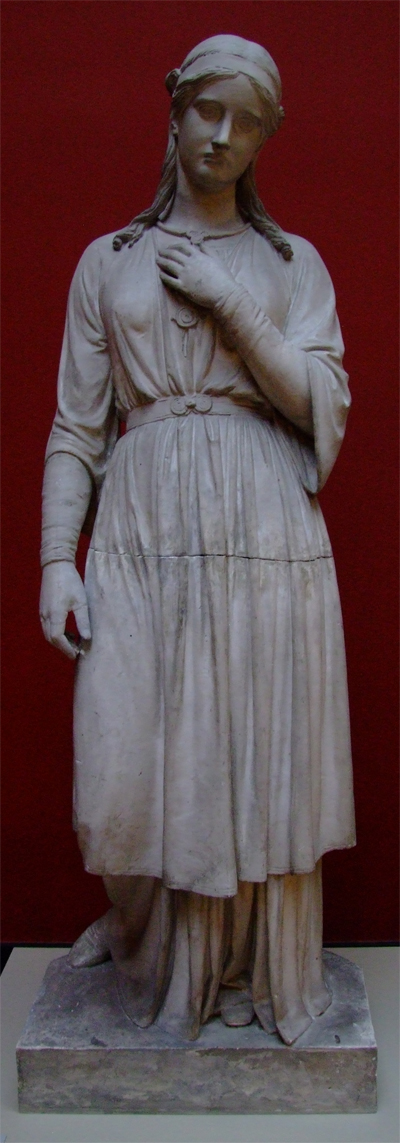
Nanna. Skulptur av H. W. Bissen (1798-1868), Glyptoteket, Köpenhamn.

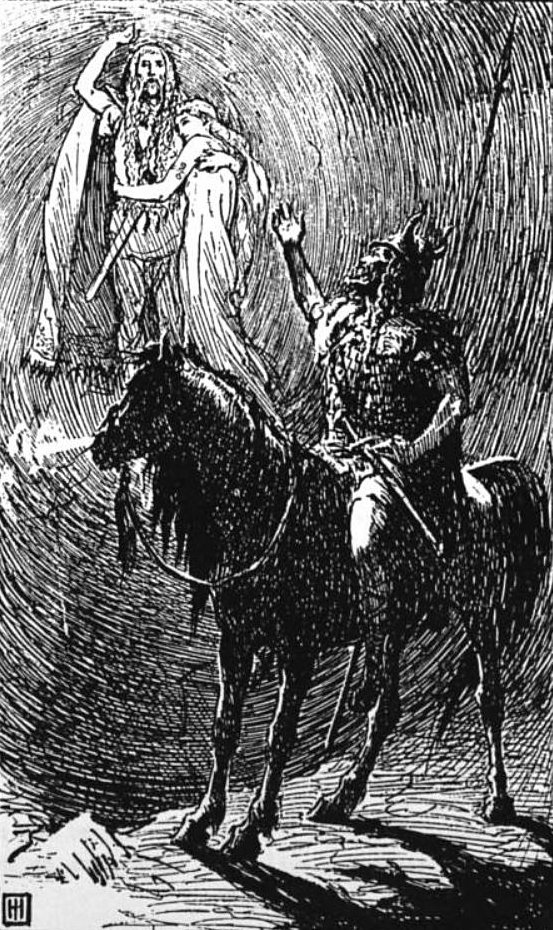
Balder och Nanna med Hermod.

Nanna ("den djärva") (eller "moder") är en gudinna i nordisk mytologi, omtalad i den prosaiska Eddan, där hon nämns som hustru till Balder. Hon är sannolikt en rent litterär gestalt som aldrig har varit knuten till kulten.

## Snorres Nanna
Nanna intar en mycket blygsam plats i de fornvästnordiska källorna. Praktiskt taget allt som är känt om henne kommer från två kapitel i Gylfaginning av Snorre Sturlasson. I båda kapitlen omtalas hon med sitt fullständiga namn: Nanna Nepsdotter (Nepsdóttir). 
I kapitel 32 står det: Forseti heitir sonr Balders ok Nǫnnu Nepsdóttur, det vill säga "Forsete heter Balders och Nanna Nepsdotters son". Mer får man inte veta om Nanna i detta kapitel. Hennes patronymikon visar dock att fadern hette Nepr, och han sägs i tulorna vara en av Odens söner. Han var alltså bror till Balder. 
I kapitel 49 berättas den enda kända myten om Nanna – den om hennes död. Balder har blivit mördad med en mistelpil av den blinde (och egentligen oskyldige) Höder på anstiftan av Loke. Balders lik ska nu bäras upp på hans skepp för att brännas, "men när hans kvinna, Nanna Nepsdotter, såg det då sprack hon av sorg och dog" (þá sprakk hon af harmi ok dó). Båda liken lades på skeppet och försågs med rika gravgåvor – inklusive en betslad häst – varpå bålet antändes och de döda gemensamt anträdde resan till Hel.
Men den otröstliga Frigg sände Hermod som budbärare till underjorden för att underhandla med dödsgudinnan om att låta de döda återvända till livet. Hermod stannade hos Hel över natten, och när han dagen därpå skulle återvända till Asgård för att överbringa dödsgudinnans svar, passade de döda på att med honom återsända några av de gravgåvor som de fått med sig på den sista resan. Balder återlämnade ringen Draupner som han bad Hermod ge till Oden som minne. "Nanna sände med honom en duk åt Frigg och flera andra gåvor, samt en fingerring åt Fulla." 
Detta är det sista som berättas om Nanna Nepsdotter. Hennes namn är dock nämnt på några ställen i Skáldskaparmál, där man får veta att uttrycken "Nannas man" och "Nannas svärmor" kan användas som kenningar för Balder respektive Frigg.

## Myt och verklighet
Snorres skildring av Balders likbål har betraktats som prototypen för en hövdings eller kungs begravning. Att hustrun vid en sådan tillställning följt sin man i döden har nog varit regel. Enligt Flateyjarbók var det bland svearna lag att änkan till en kung skulle brännas med honom. Nannas plötsliga död strax innan bålet skulle tändas kom alltså mycket lägligt – och besparade asarna plikten att ta livet av henne. Det finns en ögonvittnesskildring av en nordisk hövdings likbål skriven av resenären Ahmad ibn Fadlan år 922. Historikern John McKinnell har påvisat en rad överensstämmelser mellan denna skildring och Snorres. Ibn Fadlan uppgav dock att det var en trälkvinna som offrades, vilket nog bör röra sig om ett missförstånd. Kvinnans egna ord visar nämligen att hon tillhört en hög och friboren ätt. Att hon varit den avlidnes hustru är ingen långsökt gissning.
Sannolikt har också Snorres berättelse om de från dödsriket återlämnade gravgåvorna en viss verklighetsförankring. Det kan ha varit praxis att vissa föremål – kanske sådana som symboliserade makt –  efter en tid i graven överfördes från den döde härskaren till den levande genom rituella högbrott. Antydningar om detta finns också i fornsagorna.

## Saxo Grammaticus
I Saxo Grammaticus Gesta Danorum, bok III, är Nanna inte någon gudinna, utan dotter till en mänsklig kung, kung Gevar. Hon är attraherad av sin fosterbror Höder (här också människa), och han och Balder (här halvgud) konkurrerar i sin tur om Nannas gunst.

## Namnet
Enligt Jan de Vries skulle namnet Nanna kunna betyda "den djärva" och vara bildat av ett adjektiv *nanþ (djärv). Adjektivet nanþ med denna betydelse återfinns som efterled i namn såsom Ferdinand och Hernand. I Rudolf Simeks ordbok   nämns också att namnet kan möjligen tolkas som "moder" vilket stämmer överens med Elof Hellqusits tidigare tolkning i Svensk etymologisk ordbok, band 1 (som baseras på svenska dialektord, såväl som på relaterade ord i andra germanska och indoeuropeiska språk). I linje med detta, är att Nanna är ett lallord av samma slag som mamma, momma eller nonna med betydelsen "kvinna". Ett sådant substantiv finns också i den norröna poesin, till exempel i Vǫluspá 30 där det, efter en uppräkning av valkyrienamn, står: nú eru talðar nǫnnur Herjans, det vill säga "nu är Odens nannor nämnda". Samma ord används i Eilif Gudrunssons Þórsdrápa, strof 5, där Tor kallas "havets svärdsknapps (=högfjällets) nannas hederminskare". "Högfjällets nanna" är alltså den hemska Gjalp, vilket bör tala mot att det är gudinnans namn som här har kommit att användas som heiti.

## Bilder

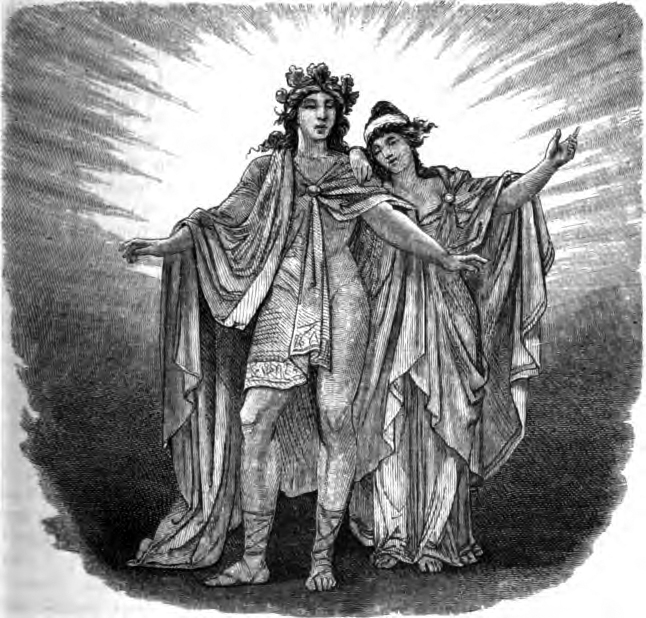
Balder und Nanna av F. W. Heine